# Merrily We Roll Along (chanson)
Pour les articles homonymes, voir Merrily We Roll Along.
Merrily We Roll Along est une chanson écrite par Charles Tobias, Murray Mencher et Eddie Cantor en 1935. 
Utilisée la même année dans le dessin animé Billboard Frolics de la série de dessins animés Merrie Melodies produits par Warner Bros., elle en devient le générique de 1935 à 1964, à partir de Boulevardier from the Bronx. 
Dans les années 1970, elle est adoptée par WGN comme thème musical pour The Ray Rayner Show, qui présente des dessins animés du studio. En 1995, elle est utilisée comme thème de clôture de The Sylvester and Tweety Mysteries.
La chanson est également une introduction à tous les concerts de Guns N' Roses dans leur tournée Not in This Lifetime... Tour (2016-2019).
La première phrase de la chanson qui lui donne son titre est repris d'une chanson folklorique Goodnight, Ladies, souvent utilisée comme comptine pour enfants, les deux œuvres divergeant à partir de là.